# 拉納峰
46°29′48″N 11°57′33″E / 46.49667°N 11.95917°E

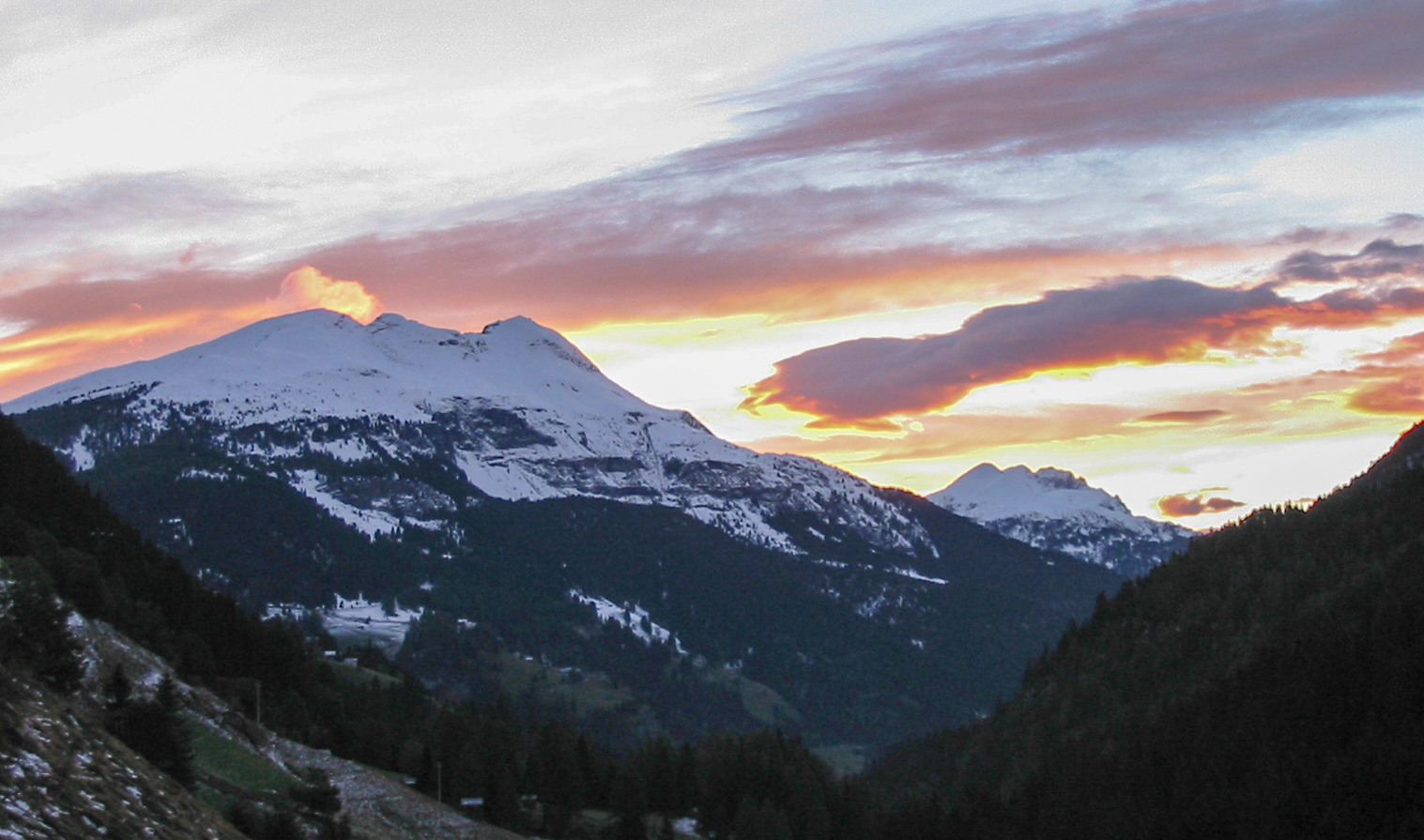

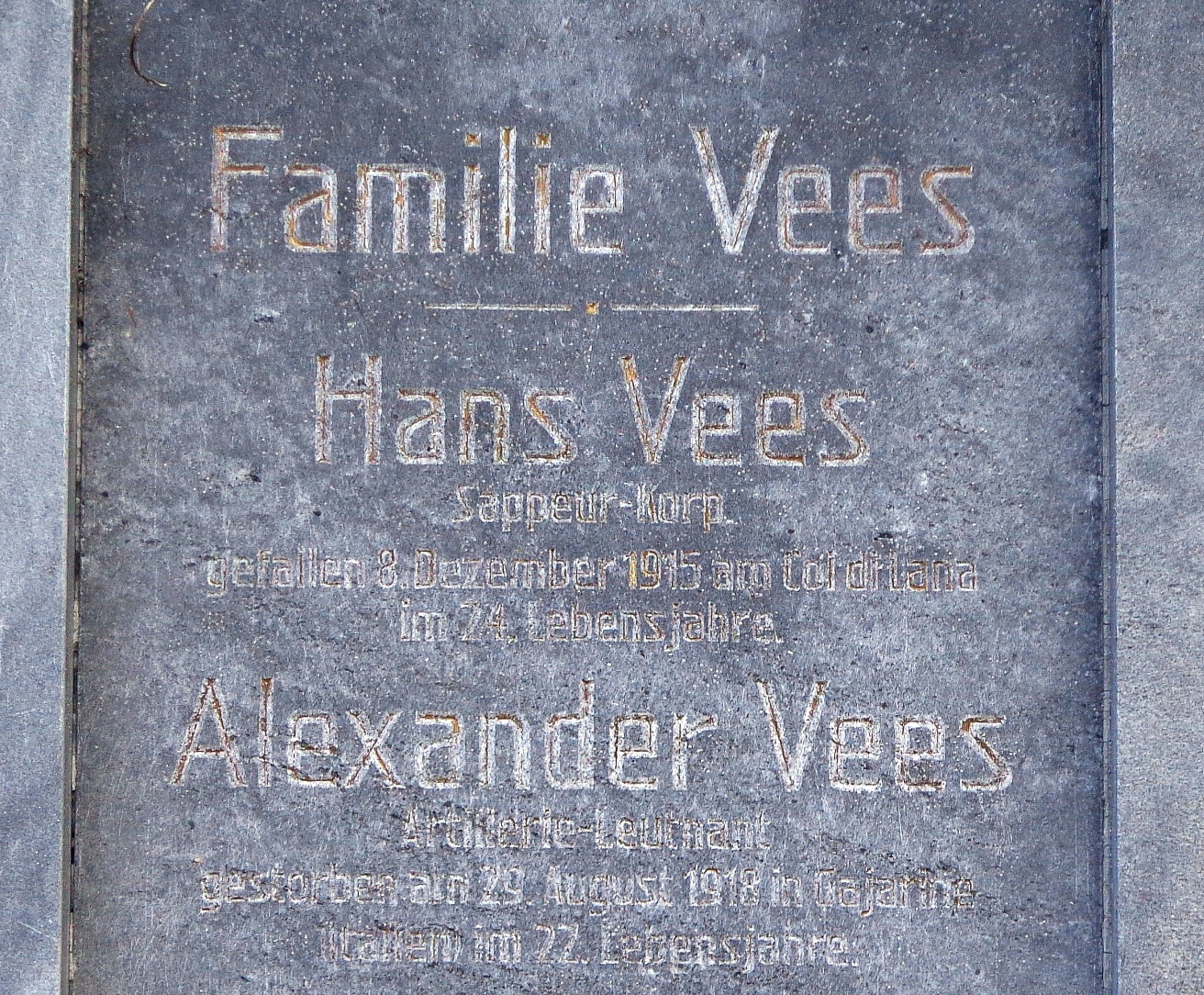

拉納峰（義大利語：Col di Lana），是意大利的山峰，位於該國東北部，由貝盧諾省負責管轄，屬於法內斯山脈的一部分，海拔高度2,462米，每年平均降雨量1,805毫米。